# Sza’ul Jahalom
Sza’ul Jahalom (ur. 27 września 1947 w Tel Awiwie) − izraelski polityk, były lider klubu parlamentarnego Narodowej Partii Religijnej (Mafdal) w Knesecie.
Po raz pierwszy trafił do parlamentu w 1992. W 1998 roku został ministrem transportu. Znany z dużej roli w tworzeniu prawa pomagającego osobom niepełnosprawnym.
Jest żonaty, ma czwórkę dzieci.